# Février 1999
Le mois de février 1999 était un mois parfait.

## Évènements
- 2 février : Hugo Chávez, président du Venezuela.
- 6 février : la conférence de Rambouillet sur le Kosovo (6-23 février) est un échec, l'UÇK refusant un simple statut d'autonomie et les Serbes un déploiement international dans la province
- 7 février : 
  - Lancement de la sonde Stardust, depuis la base de Cap Canaveral en Floride.
  - Décès du Roi Hussein de Jordanie (° 14 novembre 1935)
- 10 février : vente des premières actions d'Air France
- 12 février : le Sénat américain innocente Bill Clinton dans l'affaire Lewinsky.
- 14 février : privatisation d'Aérospatiale, pour permettre une fusion avec Matra
- 19 février : 
  - Ouverture du marché de l'électricité dans l'Union européenne.
  - Assassinat à Nadjaf (Irak), la grande ville sainte chiite, du Grand Ayatollah Mohammad Sadeq al-Sadr et de deux de ses fils.
- 20 février : OPA d'Olivetti sur Telecom Italia.
- 21 février : décès de Walter Lini père de l'indépendance du Vanuatu (° 1942)
- 27 février : décès de Stéphane Sirkis, guitariste du groupe Indochine (° 22 juin 1959)

## Naissances
- 23 février : Guiorgui Tskhovrebadze, entrepreneur géorgien.